# Amandava
Pour les articles homonymes, voir Bengali (homonymie).
Genre
Amandava est un genre de passereaux de la famille des Estrildidae. Il est constitué de trois espèces de Bengali.
Les bengalis sont des oiseaux très colorés d'Asie et du Moyen-Orient. Il en existe de nombreuses variétés. Ce sont de très petits oiseaux mesurant environ 10 cm.

## Liste des espèces
D'après la classification de référence (version 5.2, 2015) du Congrès ornithologique international (ordre phylogénique) :
- Amandava amandava – Bengali rouge
- Amandava formosa – Bengali vert
- Amandava subflava – Bengali zébré